# Igor Ćutuk
Igor Ćutuk (Osijek, 16. srpnja 1976.) hrvatski je novinar i certificirani stručnjak za odnose s javnošću. Pored uspješne karijere radijskoga novinara, svojim se djelovanjem i znanstvenim radovima zalaže za podizanje razine poslovne komunikacije u Hrvatskoj: o tome svjedoči i 2011. objavljeni Jezični priručnik Coca-Cole HBC Hrvatska kojemu je jedan od autora. Od sredine srpnja 2015. obnaša dužnost glasnogovornika i rukovoditelja Radne jedinice Komunikacije Hrvatske radiotelevizije.

## Životopis
Igor Ćutuk završio je studij novinarstva na Veleučilištu VERN' u Zagrebu, a na Odjelu za turizam i komunikacijske znanosti Sveučilišta u Zadru stekao je zvanje magistra novinarstva i odnosa s javnošću. Na Filozofskome fakultetu Sveučilišta u Zagrebu pohađa doktorski studij informacijskih i komunikacijskih znanosti.  U siječnju 2018. godine izabran je u naslovno suradničko zvanje asistenta u području društvenih znanosti, polju informacijskih i komunikacijskih znanosti. Asistent je na predmetima iz područja odnosa s javnošću i poslovnoga komuniciranja na Hrvatskim studijima Sveučilišta u Zagrebu te gostujući predavač na nekoliko veleučilišta. 
 Od 2018. je godine certificirani stručnjak za odnose s javnošću (CSOJ).
Rad u medijima započeo je 1996. godine kao spiker, novinar i voditelj na osječkome Gradskom radiju. Od 1998. do 2004. godine bio je akreditirani dopisnik iz Republike Hrvatske za američki Radio Slobodna Europa (engl. Radio Free Europe), a pisao je i za ostale medije. Medijski se usavršavao na Američkome javnom radiju (engl. National Public Radio) u Washingtonu i Bostonu. Tijekom godina stekao je veliko iskustvo u komunikacijama i odnosima s javnošću, ponajviše u tvrtki Coca-Cola HBC Hrvatska, u kojoj je radio od 2008. do 2015. godine. U toj je tvrtki od listopada 2008. do rujna 2011. godine u okviru projekta Kultura poslovne komunikacije s vanjskim suradnicama Lanom Hudeček i Majom Matković sudjelovao u pripremi Jezičnoga priručnika Coca-Cole HBC Hrvatska koja je, uz odabir priručničke i rječničke građe, uključivala i niz potprojekata kojima je cilj bio uvođenje ujednačene i normirane komunikacije, između ostaloga i na jezičnoj razini. ↓1 U Coca-Coli HBC Hrvatska je od 2011. do 2015. obnašao dužnost rukovoditelja odnosa s javnošću te bio zadužen za vođenje vanjskih komunikacija, odnosa s medijima i upravljanje društveno odgovornim projektima i praksama u skladu sa strateškim odrednicama Skupine Coca-Cola Hellenic.
Kao magistar novinarstva i odnosa s javnošću, osobito je zainteresiran za jezičnu problematiku u području poslovne komunikacije: u hrvatskim znanstvenim časopisima Medijska istraživanja, Communications Management Review, Jezik i Liburna ima – kao autor ili suautor – nekoliko objavljenih znanstvenih radova.
Od 2009. do 2015. godine bio je član Upravnoga vijeća Hrvatskoga poslovnog savjeta za održivi razvoj (HR PSOR). Od siječnja 2015. član je Upravnoga odbora Hrvatske udruge za odnose s javnošću, a od 15. srpnja iste godine obnaša dužnost glasnogovornika i rukovoditelja Radne jedinice Komunikacije Hrvatske radiotelevizije.

## Nagrade i priznanja
- 1999. – nagrada Mladi autor godine osječkoga Gradskog radija za novinarski rad tijekom mirne reintegracije hrvatskoga Podunavlja te praćenje privatizacije i stradalnika u istočnoj Hrvatskoj[14]
- 2012. – nagrada Dr. Ivan Šreter časopisa Jezik za promicanje hrvatske jezične kulture u poslovnoj komunikaciji (za 2011. godinu)[14][15][16]